# Jed Simon
Jed Simon, właśc. Jedson Louis Simon (ur. 27 lutego 1964 w Victorii) – kanadyjski muzyk, kompozytor, wokalista i autor tekstów, znany przede wszystkim z występów w zespole Strapping Young Lad, którego był członkiem w latach 1997–2007. Występował także w zespołach American Blood Cult, Armoros, Caustic Thought, Scar the Martyr, Tenet oraz Unit:187. Ponadto, jako muzyk koncertowy współpracował z grupami Front Line Assembly, Dark Angel i City of Fire. Od 1991 roku pozostaje członkiem formacji Zimmers Hole. Natomiast od 2016 roku gra w zespole Joeya Jordisona Vimic.
Żonaty, ma syna.

## Instrumentarium
- Grosmann Xanty II Jed Simon Signature Guitar[12]

## Dyskografia
| Strapping Young Lad - City (1997, Century Media Records) - Live in Australia: No Sleep ’till Bedtime (1998, Century Media Records) - Strapping Young Lad (2003, Century Media Records) - For Those Aboot to Rock: Live at the Commodore (DVD, 2004, Century Media Records) - Alien (2005, Century Media Records) - The New Black (2006, Century Media Records) - 1994–2006 Chaos Years (2008, Century Media Records) Występy gościnne - Strapping Young Lad – Heavy as a Really Heavy Thing (1995, Century Media Records) - Devin Townsend Project – The Retinal Circus (2013, HevyDevy Records) - The Haunted – Exit Wounds (2014, Century Media Records) - Krisiun – Forged in Fury (2015, Century Media Records) |  | Devin Townsend - Official Bootleg Video (1999, HevyDevy Records) - Official Bootleg (1999, HevyDevy Records) - Physicist (2000, HevyDevy Records) - The Retinal Circus (2013, InsideOut Music) Scar the Martyr - Scar the Martyr (2013, Roadrunner Records) Tenet - Sovereign (2009, Century Media Records) |